# العامرة (مصر)
العامرة إحدى قرى مركز منوف التابع لمحافظة المنوفية بجمهورية مصر العربية.

## التاريخ
قرية العامرة من القرى القديمة، حيث وردت باسم «الخربة بشنوال» في أعمال المنوفية ضمن قرى الروك الصلاحي التي أحصاها ابن مماتي في كتاب قوانين الدواوين، كما وردت باسم «خربة شنوال العامرة» في أعمال المنوفية ضمن قرى الروك الناصري التي أحصاها ابن الجيعان في كتاب «التحفة السنية بأسماء البلاد المصرية». وفي العصر العثماني وردت باسم «العامرة» في التربيع العثماني الذي أجراه الوالي العثماني سليمان باشا الخادم في عصر السلطان العثماني سليمان القانوني ضمن قرى ولاية المنوفية، وفي تاريخ 1228هـ/1813م الذي عدّ قرى مصر بعد المسح الذي قام به محمد علي باشا باسم «العامرة» ضمن قرى مديرية المنوفية.

## السكان
بلغ عدد سكان العامرة 4,789 نسمة، منهم 2,534 رجل و2,255 إمرأة، حسب الإحصاء الرسمي لعام 2006.